# Jüdischer Friedhof Wittlich
Der jüdische Friedhof Wittlich ist ein Friedhof in der Kreisstadt Wittlich im Landkreis Bernkastel-Wittlich in Rheinland-Pfalz. Er steht als Kulturdenkmal unter Denkmalschutz.
Der jüdische Friedhof liegt westlich der Stadt und östlich von Hof Failz. Er ist erreichbar über einen Feldweg, der von der Bundesstraße 50 (Richtung Himmerod) nach links abzweigt.
Auf dem Friedhof, der spätestens um 1670 angelegt und bis zum Jahr 1941 belegt wurde, befinden sich 162 ältere verwitterte sowie klassizistische und historistische Grabsteine. Aus dem Jahr 1672 sind zwei Grabsteine erhalten. Im Jahr 1943 wurde der Friedhof für hundert Reichsmark an die Stadt zwangsverkauft, 1949 wurde er an die Jüdische Kultusgemeinde Trier rückerstattet. Die in der NS-Zeit gewaltsam umgestürzten Grabsteine wurden von der Stadt Wittlich wieder aufgerichtet. In den Jahren 1970, 1971, 1972, 1983 und 1987 wurde der Friedhof geschändet. Dabei wurden 1987 111 der insgesamt 162 Grabsteine umgeworfen und teilweise zerstört.